# Simona Rolandi
Simona Rolandi (Roma, 1º giugno 1973) è una giornalista e conduttrice televisiva italiana.

## Biografia
Nata a Roma da genitori calabresi di Palmi, in gioventù ha giocato a pallavolo fino ad arrivare in Serie C2. A partire dal 1998, dopo essersi laureata in Economia e Commercio alla "Sapienza" di Roma, ha studiato giornalismo radiotelevisivo alla scuola di giornalismo televisivo di Perugia, per poi iscriversi all'Ordine dei Giornalisti come giornalisti professionisti il 30 gennaio 2001.
Ha collaborato con vari periodici sportivi (Roma-Lazio-Lazio-Roma, Play Horse, Volley & Volley, Fuoricampo, PV, Supervolley e Italia Sera) e lavorato a varie emittenti televisive locali romane (Rete Oro, Gold TV, Roma Channel) e testate online. 
Viene, poi,  assunta in RAI dove, entrata nella redazione di Rai Sport; prima collabora a Stadio Sprint, nel 2004, e successivamente, dal 2007 al 2009 conduce la Domenica Sportiva Estate con Paolo Paganini.
Nel 2008, conduce  Notti Europee e gli speciali olimpiadi per Rai 2. 
Nella stagione 2009-2010 ha condotto Replay, il lunedì in seconda serata su Rai 3 a fianco di Alessandro Antinelli.
Nell'estate 2010,  è stata ospite di Jacopo Volpi a Notti Mondiali, trasmissione Rai dedicata ai mondiali di calcio in Sudafrica, nella quale ha avuto il compito di raccogliere notizie in tempo reale dal web.
Dall'autunno 2010 conduce Dribbling per due stagioni, storico programma sportivo del primo pomeriggio di Rai 2. 
Nel periodo aprile-maggio 2011, ha presentato anche 90º minuto Serie B, sostituendo in alcune puntate Mario Mattioli.
Nel 2012 conduce insieme ad Andrea Fusco e Jacopo Volpi Notti europee, programma di approfondimento e commenti agli incontri degli Europei di calcio, con le incursioni di Gene Gnocchi, le analisi tecniche di Adriano Bacconi e il commento di Serse Cosmi e Gian Piero Galeazzi. Ad agosto per le Olimpiadi insieme a Margherita Granbassi assiste Jacopo Volpi in Buonanotte Londra.
Nella stagione 2012-2013 conduce la trasmissione La Giostra del Gol, in onda su Rai Italia la domenica pomeriggio. 
Inoltre, il telegiornale sportivo e la rassegna stampa del mattino anche su Rai Sport 1. 
In occasione della Confederations Cup 2013, è alla guida dei pre-partita dallo studio italiano.
Dalla stagione 2013-2014, è tra le conduttrici del programma  ''Un Pomeriggio da Campioni'', in onda su Rai Sport 1 dal lunedì al venerdì.
In occasione dei Mondiali di calcio 2014,  ha condotto insieme ad Andrea Fusco  ''Notti Mondiali'', su Rai 1.
Nel settembre 2014, ritorna alla conduzione del rotocalco Dribbling per la stagione 2014-2015 e 2015-2016.
Durante i Campionati Europei di calcio 2016, conduce la trasmissione Il Caffè degli Europei su Rai2.
Nella stagione 2016-2017, è stata l'inviata della Domenica Sportiva per posticipo serale di Serie A ed ha condotto le trasmissioni pre e post partita della Coppa Italia.
Nella stagione 2017-2018 ha condotto ancora le trasmissioni relative alla Coppa Italia ed anche gli studi pre e post partita della Nazionale Italiana di calcio.
Nell'estate 2018, ha condotto la Domenica Sportiva Estate.
Nella stagione 2018-2019 ha condotto 90º Minuto con Alessandro Antinelli.
Al termine del campionato 2018-2019, ha condotto, in alternanza con Monica Matano e Giovanna Carollo gli studi pre e post partita dei Mondiali di calcio femminile, degli Europei Under 21, dei Mondiali Under 20 e della Nations League. Nel 2019 è stata la madrina della Varia di Palmi.
Nella stagione 2019-2020 ha condotto nuovamente 90º Minuto, con Enrico Varriale.
Dalla stagione 2020-2021, torna alla conduzione di Dribbling oltre a Dribbling Europei in occasione dell’Europeo.
Oltre al calcio si occupa di pallavolo, seguendo le squadre nazionali in occasione di campionati mondiali ed europei. Dall’estate del 2022 conduce la prima parte di Domenica Dribbling chiamata Le Storie insieme a Tommaso Mecarozzi mentre in autunno conduce alcuni pre e post-partita del Mondiale in Qatar. Nel maggio del 2023 è bordocampista in occasione della semifinale di ritorno di Europa League Bayer Leverkusen-Roma affiancata da Antonio Di Gennaro e Sebino Nela mentre per la finale tra Roma e Siviglia è affiancata da Sebino Nela e Lele Adani nello studio alla Puskás Aréna di Budapest. Il mese seguente è bordocampista con Di Gennaro in occasione delle gare della nazionale italiana all’Europeo Under-21.
Per la stagione 2023-2024, viene scelta per la conduzione de La Domenica Sportiva e ancora come bordocampista per la fase finale dell'Europa League. 
Nell’estate del 2024, in occasione dell'Europeo 2024, conduce i pre e post-partita con Marco Lollobrigida su Rai 1 e Rai 2, ed è inviata dalle Olimpiadi di Parigi per la trasmissione di Rai 2 Notti olimpiche per cui intervista gli atleti italiani in diretta da Casa Italia. Viene poi confermata alla conduzione de La Domenica Sportiva per le stagione 2024-2025 e 2025-2026.
Il 19 Novembre 2024 a Scandicci le viene assegnato il riconoscimento "Notte del Pallone rosa - Premio Maria Nisticò" 13ª Edizione.
Il 15 Marzo 2025 a Roma le viene assegnata la "Benemerenza per meriti sportivi" della Confederazione Calcistica Italiana.